# Rumour Has It
«Rumour Has It» — четвертий сингл другого студійного альбому британської соул-співачки Адель — «21». Сингл вийшов 5 листопада 2011.

## Список композицій
Цифрове завантаження
1. "Rumour Has It" – 3:43

## Чарти
Тижневі чарти
| Чарт (2011-2012)                                             | Позиція |
| ------------------------------------------------------------ | ------- |
| Австралія (ARIA)                                             | 69      |
| Австрія (Ö3 Austria Top 40)                                  | 26      |
| Бельгія (Фландрія) (Ultratop)                                | 46      |
| Бельгія (Валлонія) (Ultratop)                                | 7       |
| Канада (Canadian Hot 100) (Billboard)                        | 16      |
| Франція (SNEP)                                               | 172     |
| Німеччина (GfK Entertainment Charts)                         | 68      |
| Угорщина (Single Top 40) (Mahasz)                            | 36      |
| Ісландія (RÚV)                                               | 4       |
| Ірландія (IRMA)                                              | 71      |
| Ізраїль (Media Forest)                                       | 7       |
| Італія (FIMI)                                                | 23      |
| Ліван (The Official Lebanese Top 20) (Ipsos)                 | 15      |
| Мексика (Mexico Airplay) (Billboard)                         | 31      |
| Нідерланди (Dutch Top 40) (MegaCharts)                       | 21      |
| Нідерланди (Single Top 100) (MegaCharts)                     | 52      |
| Польща (Airplay Top 100) (ZPAV)                              | 1       |
| Шотландія (Official Charts Company)                          | 71      |
| Південна Корея (International Chart) (Gaon Music Chart)      | 1       |
| Велика Британія (UK Singles Chart) (Official Charts Company) | 85      |
| США (Billboard Hot 100)                                      | 16      |
| США (Adult Contemporary) (Billboard)                         | 4       |
| США (Adult Top 40) (Billboard)                               | 2       |
| США (Hot Rock Songs) (Billboard)                             | 27      |
| США (Mainstream Top 40) (Billboard)                          | 8       |

## Сертифікація та продажі
| Країна                | Сертифікат (таблиця продажів та сертифікатів) | Продажі    |
| --------------------- | --------------------------------------------- | ---------- |
| Австралія (ARIA)      | Золото                                        | +35,000    |
| Канада (Music Canada) | 2× Платина                                    | +160,000   |
| Італія (FIMI)         | Золото                                        | +25,000    |
| Мексика (AMPROFON)    | Золото                                        | +30,000    |
| Велика Британія (BPI) | Срібло                                        | +200,000   |
| США (RIAA)            | 2× Платина                                    | +2,000,000 |